# 隆梅尼勒
隆梅尼勒（法語：Longmesnil，法語發音：[lɔ̃menil]）是法国滨海塞纳省的一个市镇，属于迪耶普区。

## 地理
隆梅尼勒（49°36'49"N, 1°36'39"E）面积3.86 平方千米，位于法国诺曼底大区滨海塞纳省，该省份为法国北部沿海省份，其西部及北部濒大西洋英吉利海峡，东起顺时针与索姆省、瓦兹省、厄尔省和卡爾瓦多斯省接壤。
与隆梅尼勒接壤的市镇（或旧市镇、城区）包括：拉贝利耶尔、加耶方丹、波姆勒、福尔日莱索。

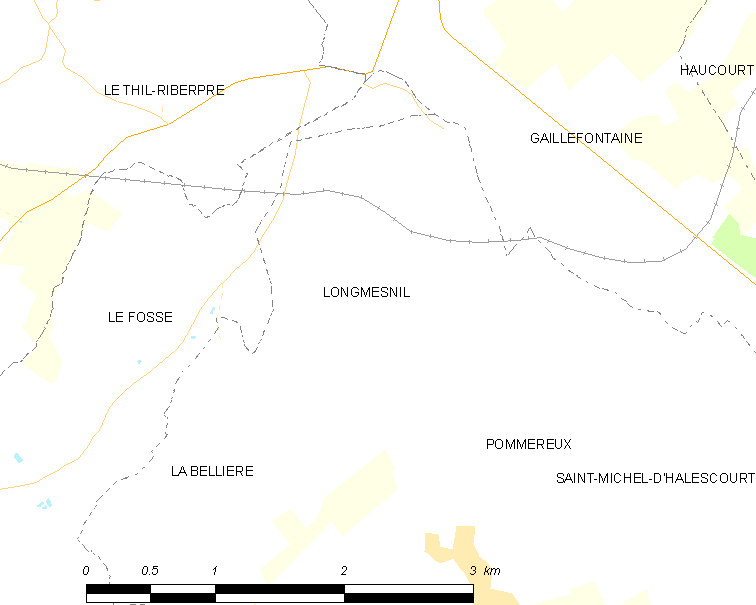
隆梅尼勒的OSM定位图

隆梅尼勒的时区为UTC+01:00、UTC+02:00（夏令时）。

## 行政
隆梅尼勒的邮政编码为76440，INSEE市镇编码为76393。

## 政治
隆梅尼勒所属的省级选区为布赖地区古尔奈县。

## 人口

1962-2008年间隆梅尼勒人口变化图示

隆梅尼勒于2022年1月1日时的人口数量为46人。